# Codex Heidelbergensis 921

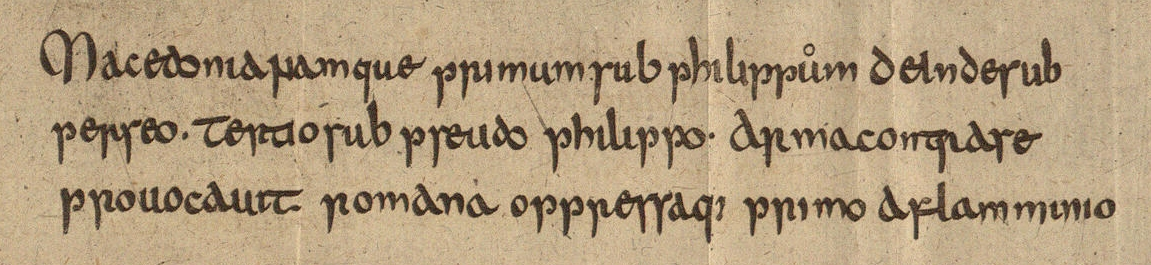
Kopia fragmentu tekstu Codex Heidelbergensis zamieszczona w katalogu Friedricha Wilkena (1817)

Codex Heidelbergensis 921, Heidelbergensis 921, Codex Heidelbergensis, Codex Palatinus Latinus 921 – kodeks pergaminowy datowany na VIII–IX wiek, zawierający kopię dzieł Jordanesa: Romany i Getiki, który spłonął w pożarze w nocy z 15 na 16 lipca 1880 roku.

## Opis fizyczny

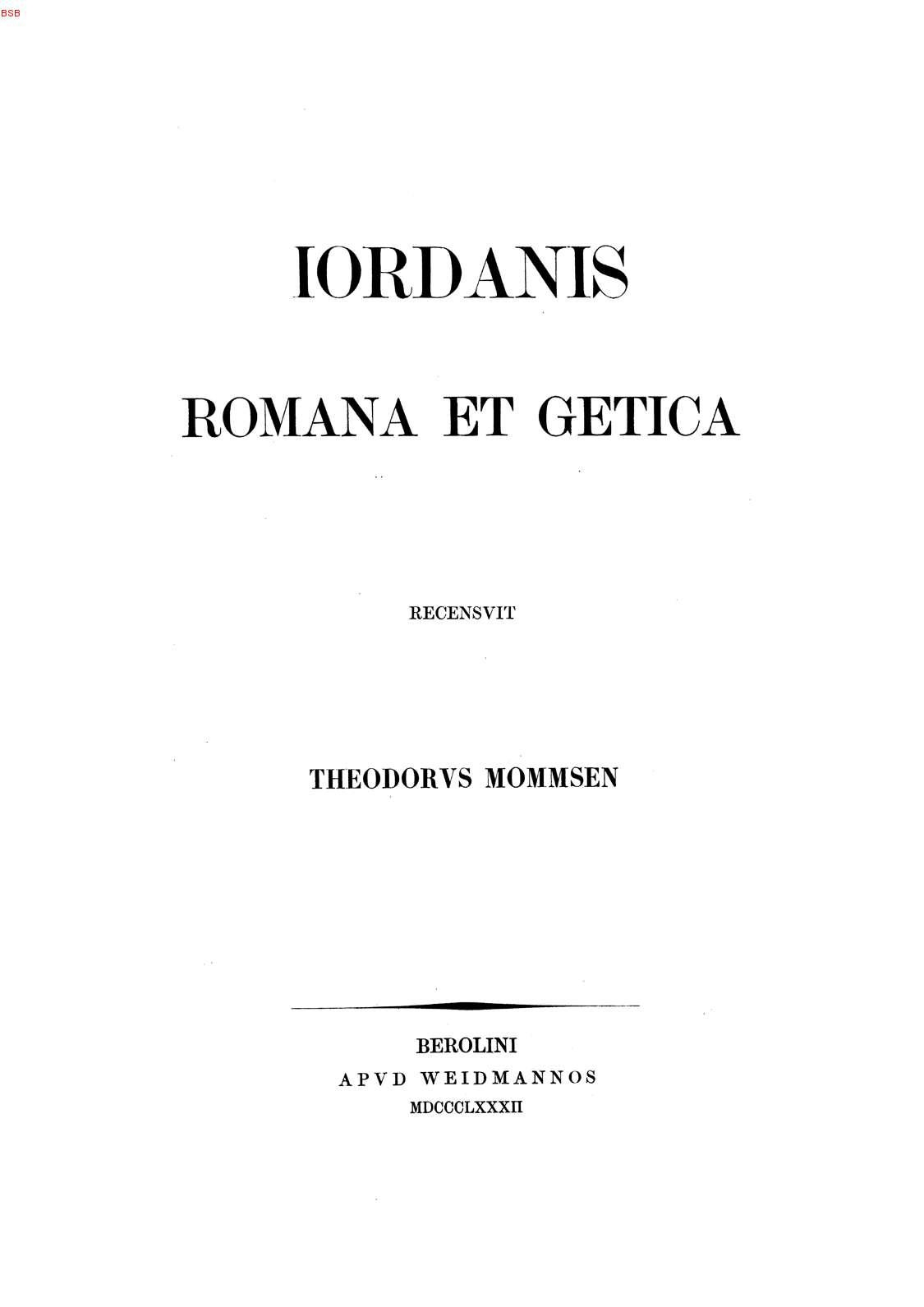
Strona tytułowa wydania Mommsena dzieł Jordanesa

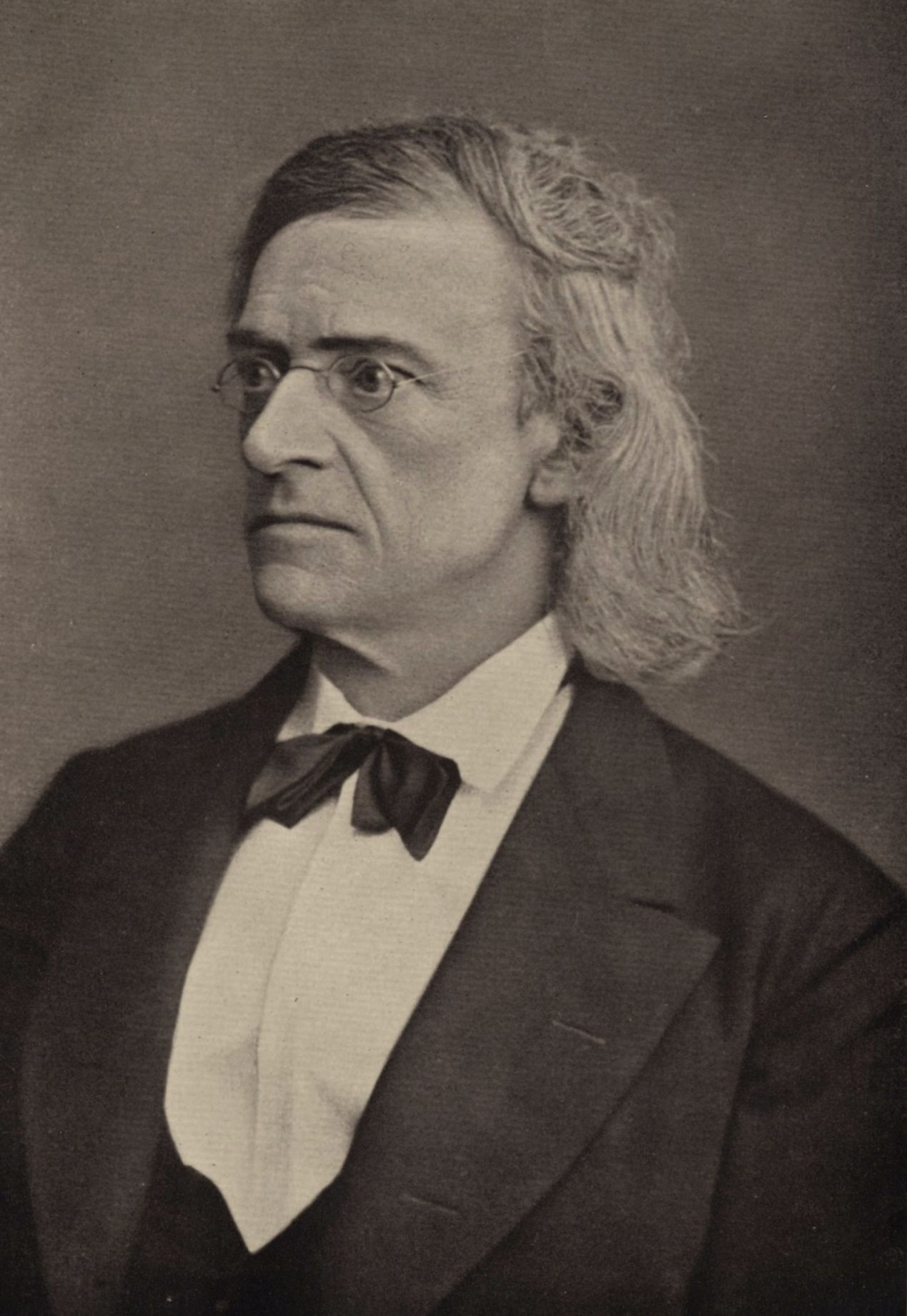
Theodor Mommsen około 1870 roku. Fotografia

Pierwotnie kodeks ten składał się z 15 kwaternionów, czyli ze 120 kart. Zgodnie z przeprowadzoną inwentaryzacją kodeksów heidelberskich po kongresie wiedeńskim (1816) liczył on już tylko 110 kart, tj. 220 stronic formatu różnie określanego: folio, quadratae maioris lub duże quarto, brakowało bowiem całej pierwszej składki, a ostatnia miała tylko 6 kart. Według opisu Theodora Mommsena z 1882 roku 110 kart było zapisanych, dwie pierwsze karty i ostatnia (tj. 1, 2 i 112) były czyste, foliacja zaś wynikała ze zdublowania karty 17.
Rękopis ten jest identyfikowany pod sygnaturą biblioteki uniwersytetu w Heidelbergu – Palat. Lat. 921. Według systematyki Codices Latini Antiquiores, w której VIII części został opisany, ma numer 1224.
Nie zachowała się żadna podobizna (facsimile) jakiegokolwiek fragmentu tego rękopisu. Istnieje jedynie ilustracja kopii fragmentu pisma zamieszczona w katalogu Friedricha Wilkena z 1817 roku, przedstawiająca fragment tekstu Romany (część caputu 215). Kodeks opisał Wilken w dodatku do swojej Geschichte der Bildung, Beraubung und Vernichtung der alten Heidelbergischen Büchersammlungen z 1817 roku oraz Theodor Mommsen we wstępie do wydania dzieł Jordanesa z 1882 roku, opis zamieszczono również w części VIII Codices Latini Antiquiores z 1959 roku.

## Datowanie, miejsce powstania, dukt pisma
Napisanie tego kodeksu datuje się odpowiednio: raczej na VIII niż na IX wiek, na VIII-IX wiek lub na przełom VIII i IX wieku. Za miejsce powstania uznaje się Niemcy, w którymś ze skryptoriów z rejonu Moguncji lub (czego jednak nie da się udowodnić) być może w klasztorze w Fuldzie, z którego miałby dostać się do Moguncji prawdopodobnie za sprawą Mariana Szkota. Niemiecką proweniencję wyciąga się z glosy w staro-wysoko-niemieckim: wyrazu suagur (pol. szwagier) zapisanego obok łacińskiego cognatus w Romanie (c. 337).
Kodeks został spisany minuskułą anglosaską w typie używanym w Europie kontynentalnej. Pismo to charakteryzowało się przeważnie dużym dolnym wydłużeniem liter minuskułowych, w tym także litery r oraz s. Litera a często jest niedomknięta, a i jest trochę większa. W kodeksie jeszcze w średniowieczu naniesiono poprawki gramatyczne, jednak niezbyt silnie, stąd poza kilkoma miejscami stara lekcja rękopisu jest widoczna.

## Zawartość i znaczenie
Kodeks zawierał dwa dzieła Jordanesa: Romanę i Geticę. Już na początku XIX wieku brakowało kart, na których znajdował się początek Romany (do ostatnich słów 56 caputu – tekst rozpoczyna się słowami et finis) i koniec Getiki (brakuje końcówki caputu 299 – tekst urywa się na słowie regi – i dalszych 17 caputów). Początek tekstu Getiki znajdował się na stronie 51v.
Przez Mommsena przekaz kodeksu uważany był za najlepszy spośród mu znanych, jakkolwiek sam tekst tego rękopisu rzadko jednak świadczył przeciwko innym. Zaliczył on go do przekazów klasy pierwszej, w której był najlepszy. W kodeksowej kopii Jordanesa opuszczono w dwóch miejscach kilka słów w Getice: część caputu 200 (fide et consilio ut diximus clarus) i część 222 (obicientes exemplo veriti regis) oraz znalazły się w nim nieliczne (w liczbie czternastu) błędy tam, gdzie inne rękopisy tej grupy przekazują lekcję właściwą.

## Dzieje kodeksu
Pierwszą pewną informacją o miejscu pobytu rękopisu jest nota własnościowa z 1479 roku biblioteki katedralnej w Moguncji. Nota ta została wpisana na pierwszej karcie i brzmiała: iste liber pertinet ad librariam sancti Martini ecclesie Maguntin. M(acarius) Sindicus s(ub)s(cripsi)t 1479, czyli „ten kodeks należy do biblioteki kościoła św. Marcina w Moguncji. M[akarius von Buseck], syndyk wpisał [to] w 1479 r.” Dodatkowo wolumin opisany został następującą notą: 1651 – {\displaystyle {\tfrac {646}{566}}} – h 13. Następnie kodeks wszedł w skład księgozbioru biblioteki Palatynackiej, gdzie w Heidelbergu korzystał z niego Jan Gruter. W 1622 roku wraz z resztą zbiorów kodeks znalazł się w Rzymie, gdzie pozostał do czasów Napoleońskich. Wówczas został przewieziony do Paryża, skąd w następstwie ustaleń kongresu wiedeńskiego powrócił do Heidelbergu. Rękopis wraz z trzema innymi manuskryptami (również zawierającymi teksty prac Jordanesa) spłonął w pożarze domu wydawcy Romany i Getiki w serii Monumenta Germaniae Historica Theodora Mommsena w nocy z 15 na 16 lipca 1880 roku w Charlottenburgu.

### Kwestia fragmentu lozańskiego (Ms. 398)
Na początku XX wieku Marius Besson odnalazł fragment jednej karty starego średniowiecznego manuskryptu w Musée historiographie vaudoise. Urywek ten został przekazany do Biblioteki Kantonalnej i Uniwersyteckiej w Lozannie i otrzymał sygnaturę Ms. 398, pod którą jest obecnie znany. Po obu stronach karty znajdują się fragmenty 60 rozdziału Getiki Jordanesa zapisane minuskułą anglosaską, dlatego Besson uznał ten urywek za jedną z zagubionych kart kodeksu heidelberskiego. Atrybucja ta została zanegowana we wpisie w Codices Latini Antiquiores z powodu odmiennych duktów pisma. Również dokonana przez Sandra Bertellego drobiazgowa analiza porównawcza pisma zabytku z Lozanny z fragmentem pisma z katalogu Wilkena wykluczyła możliwość utożsamienia twórców obu tych zapisów. Wobec niemożności określenia liczby kopistów pracujących nad kodeksem heidelberskim, jakiekolwiek dalsze wnioski są niemożliwe do wysnucia.